# San Bernardo
San Bernardo – miasto w środkowym Chile, w Regionie Metropolitalnym, na południe od Santiago, przy Drodze Panamerykańskiej. Jest stolicą prowincji Provincia de Maipo. W 2013 roku liczyło 333 028 mieszkańców.
W mieście rozwinął się przemysł spożywczy, chemiczny, metalowy, włókienniczy oraz hutniczy.